# Donald Crockett
Donald Crockett (* 1951 in Pasadena, Kalifornien) ist ein US-amerikanischer Komponist, Dirigent und Musikpädagoge.
Crockett nahm Kompositionsunterricht bei Robert Linn, Halsey Stevens und Edward Applebaum und studierte bei Peter Racine Fricker und Humphrey Searle an der University of Southern California (bis 1976) und an der University of California, Santa Barbara (bis 1981). Ab 1981 unterrichtete er an der Thornton School of Music der University of South California, wo er Professor und Leiter des Kompositionsprogramms sowie Direktor des Thornton Edge New Music Ensemble ist. Als Leiter des Ensembles brachte er weit über einhundert Werke von Studenten der Musikschule zur Uraufführung.
Er arbeitete als Dirigent des new music ensemble Xtet und als Gastdirigent des Los Angeles Chamber Orchestra, des Pittsburgh New Music Ensemble, der Cleveland Chamber Symphony, des Hilliard Ensemble, der California EAR Unit und der USC Thornton Symphony. Viele seiner Kompositionen entstanden auf Grund von Kompositionsaufträgen und wurden von Musikern wie der Geigerin Ida Kavafian, der Sängerin Janice Felty, dem Oboisten Allan Vogel und den Dirigenten Jorge Mester, JoAnn Falletta, Hugh Wolff, Sergiu Comissiona, Jeffrey Kahane und Christof Perick. Unter anderem wurde er 2006 mit einem Guggenheim-Stipendium und 2013 mit dem Arts and Letters Award für Music der American Academy of Arts and Letters ausgezeichnet.

## Werke
- Dance Sonata for Clarinet/Bass Clarinet and Piano, 2013/14
- Dance Concerto for Clarinet/Bass Clarinet and Eight Instruments, 2013
- Dance Concerto for Clarinet/Bass Clarinet and Wind Ensemble, 2013
- Viola Concerto, 2012
- En la Tierra (Concerto in One Movement for Guitar and Orchestra), 2011
- to airy thinness beat Kammerkonzert für Viola and 6 Instrumente, 2009
- Night Scenes für Violine, Cello und Klavier, 2009
- Daglarym/My Mountains für gemischten Chor a cappella, 2008
- Winter Variations für Gitarre solo, 2006
- Fanfares & Laments für Orchester, 2005
- Capriccio für Klavier und Orchester, 2005
- The Ceiling of Heaven für Violine, Viola, Cello und Klavier, 2004
- The Village für Countertenor, zwei Tenöre und Bariton. 2004
- Afterimage für Perkussion, 2003
- Blue Earth für Orchester, 2002
- Cascade für Orchester, 2001
- Tracking Inland für Instrumentalensemble, 2001
- The Falcon's Eye, Zwölf Präludiun für Gitarre, 2000
- Broken Charms für gemischten Chr a cappella (Texte von Samuel Daniel und Thomas Campion), 2000
- Whistling in the Dark für Kammerensemble, 1999
- Horn Quintet ‘La Barca’, 1999
- Island, 1998
- Extant für Solofagott und acht Instrumente, 1997
- Scree für Cello, Klavier und Perkussion, 1997
- Mickey Finn für Solovioline, 1996
- Aubade für Orchester, 1996
- Ecstatic Songs, Part 3 für hohe Stimme und Klavier (Texte von Walt Whitman), 1995
- Short Stories für Flöte, Viola und Harfe, 1995
- Ecstatic Songs, Part 2 für hohe Stimme und Klavier (Text von Walt Whitman), 1995
- Roethke Preludes für Orchester, 1994
- String Quartet No. 2, 1993
- Cello Concerto, 1993
- The Cinnamon Peeler für Mezzosopran und Kammerensemble (Text von Michael Ondaatje), 1993
- Antiphonies für Kammerorchester, 1992
- Celestial Mechanics für Oboe und Streichquartett, 1990
- Wedge für Orchester, 1990
- Still Life With Bell für 14 Instrumente, 1989
- Ecstatic Songs, Part 1 für hohe Stimme und Klavier (Text von Walt Whitman), 1989
- to be sung on the water für Violine und Viola, 1988
- Concerto for Piano and Wind Ensemble 1988
- Pilgrimage für Klavier, 1988
- Array für Streichquartett, 1987
- The Tenth Muse für Sopran und Orchester, 1986
- The Melting Voice für 17 Instrumente, 1986
- Melting Voices für Orchester, 1986
- Lyrikos für Tenor und acht Instrumente, 1985
- Four Songs of a Nomad Flute für Cembalo, 1984
- Vox in Rama für Doppelchor und Orchester, 1983
- The Pensive Traveller für hohe Stimme und Klavier (Text von Henry David Thoreau) 1981
- Trio für Flöte, Cello und Harfe, 1980
- Lyrikos für Tenor und Orchester, 1979
- Occhi dell'alma mia für hohe Stimme und Gitarre, 1977